# Lophocebus albigena
Lophocebus albigena (Лофоцебус сірощокий) — вид приматів з роду Lophocebus родини мавпові.

## Опис
Довжина голови і тіла самців: 54-73 см, самиць: 43-61 см, довжина хвоста: 73-100 см, вага самців: 6-11 кг, самиць: 4-7 кг. Це стрункі примати з довгими кінцівками й довгим хвостом. Хутро переважно чорне або чорно-коричневе за виключенням довгого, біло-сірого волосся на плечах. Щоки, як правило, сірі, а обличчя чорне з дуже тонким волоссям. У верхній частині голови гребінь з довшого хутра.

## Поширення
Країни проживання: Бурунді, Камерун, Центральноафриканська Республіка, Республіка Конго, Демократична Республіка Конго, Екваторіальна Гвінея, Габон, Руанда, Судан, Танзанія, Уганда. Хоча в першу чергу це низинний вид, його можна знайти до 1600 м над рівнем моря. Цей вид зустрічається в первинному та вторинному лісі, в першу чергу це вологі тропічні ліси.

## Стиль життя
Денний і деревний, проводячи велику частину часу у кронах дерев. Дієта складається головним чином з плодів і насіння. Живе в групах від 10 до 20 тварин. 
Спарювання може відбуватися протягом усього року. Після приблизно 175 днів вагітності, самиця народжує зазвичай одне дитинча. Статева зрілість настає у самиць з трьох у самців з 5—7 років. У той час як самці повинні залишити рідну групу в цей час, самиці залишаються. У неволі можуть жити понад 32 роки.

## Загрози та охорона
Втрата середовища існування через розширення сільськогосподарських площ і полювання на диких тварин є основними загрозами для цього виду. Цей вид включений в Додаток II списку СІТЕС і класу B Африканської конвенції. Зустрічається у ряді ПОТ.